# أودي إيه 3
أودي إيه 3 (بالإنجليزية: Audi A3)‏ هي سيارة مدمجة أو سيارة عائلة صغيرة تم تصنيعها وتسويقها منذ التسعينيات بواسطة قسم أودي الفرعي التابع لمجموعة فولكس فاجن، السيارة حاليًا في جيلها الرابع.
تم إطلاق Audi A3 في عام 1996 ، وهي السيارة المدمجة من الشركة المصنعة Ingolstadt. في عام 2020 ، تقدم العلامة التجارية ذات الحلقات جيلًا رابعًا من الطراز ، والذي لا يزال يواجه منافسيه الألمان BMW الفئة الأولى ومرسيدس الفئة A. وتتوفر أودي A3 بأربعة أبواب (سيدان) وخمسة أبواب (سبورت باك). إذا بدا أنه قد تم رسم خط على الإصدار القابل للتحويل ، فإن الشكل الرياضي S3 لا يزال في الكتالوج! نمت مجموعة Audi A3 بشكل ملحوظ مع وصول بدائل e-tron الهجينة الموصولة بالكهرباء.
من حيث الأبعاد ، يتغير الوافد الجديد قليلاً: يصل طوله إلى 4.34 م (+ 3 سم مقارنة بسابقه) ، وعرض 1.82 م (+ 3 سم أيضًا) ، وارتفاع 1.43 م (متطابق) لقاعدة عجلات 2.64 م (متطابقة).

## الجيل الأول (النوع 8L ؛ 1996)
تم طرح الطراز A3 الأصلي (النوع 8L) في السوق الأوروبية في عام 1996، بعد عزوف أودي عن إنتاج السيارات الصغيرة منذ عام 1978. كانت السيارة متاحة في البداية فقط بهيكل هاتشباك بثلاثة أبواب، لتقديم صورة رياضية أكثر مع توفر الدفع الرباعي. تم تركيب المحركات ذات الأربع أسطوانات بشكل مستعرض. دخلت سوق المملكة المتحدة لأول مرة في نوفمبر 1996.

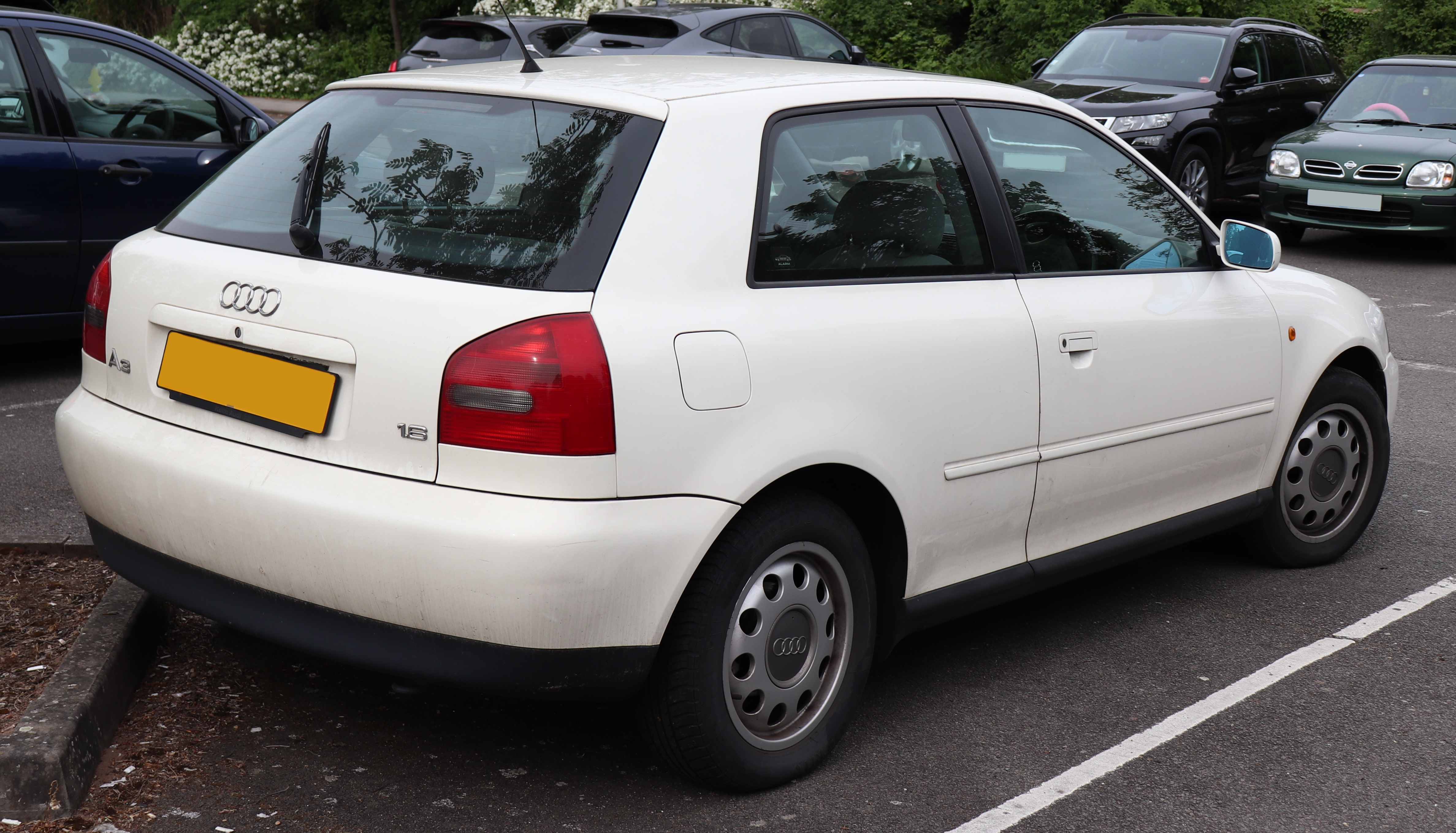
أودي إيه 3 الجيل الأول 1997

## الجيل الثاني (النوع 8P ؛ 2003)

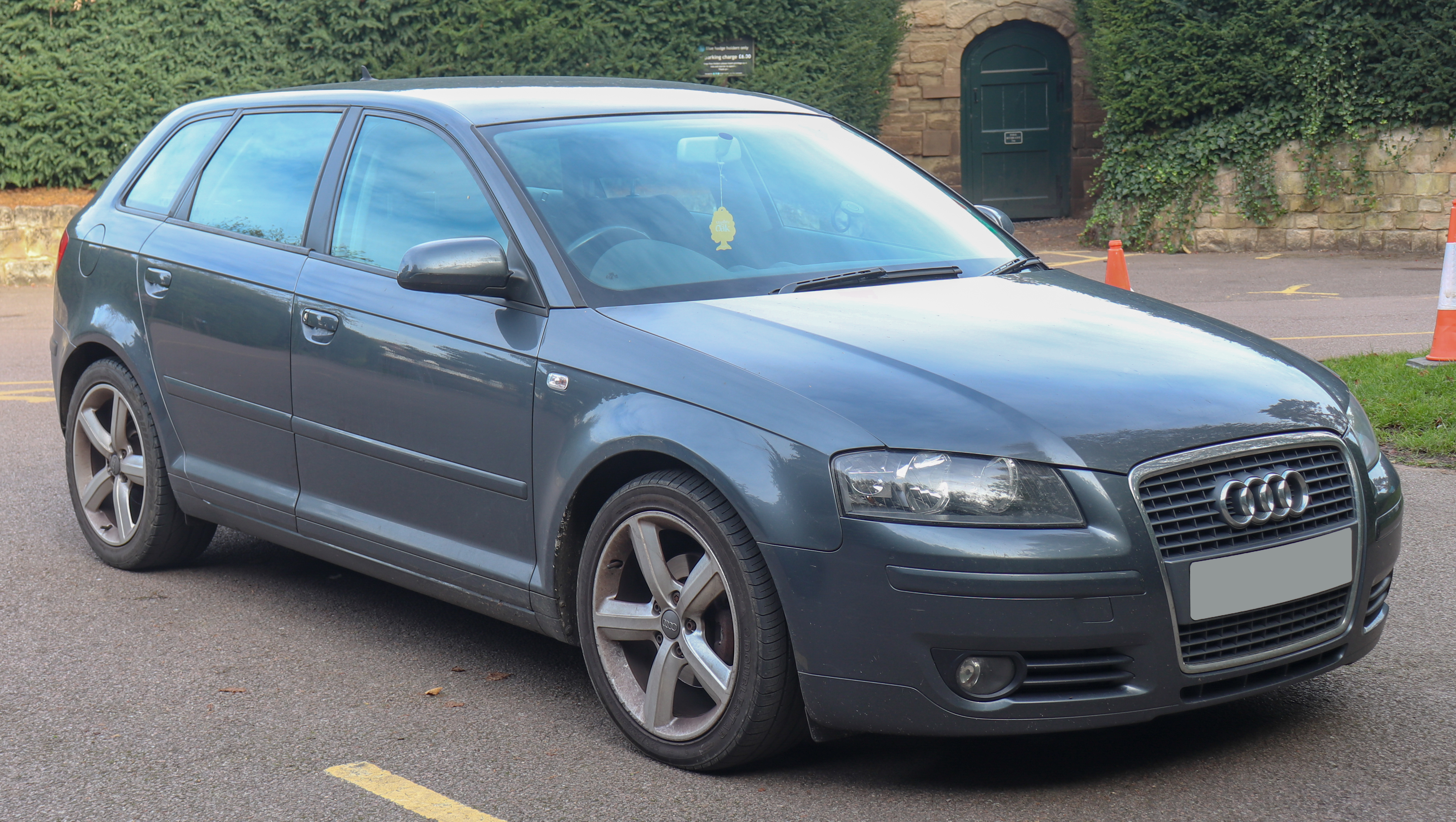
أودي إيه 3 الجيل الثاني 2005

في معرض جنيف للسيارات 2003، أطلقت أودي الجيل الثاني من A3 (النوع 8P)، الذي صممه غاري تيلاك خلال عام 2000. تم إطلاقها في الأصل فقط كسيارة هاتشباك بثلاثة أبواب مزودة بمحرك بنزين بأربع أسطوانات، ومقصورة داخلية أعيد تصميمها أكثر اتساعًا، مع ست سرعات في علبة تروس يدوية.

## الجيل الثالث (النوع 8V ؛ 2013)
تم الكشف عن السيارة في معرض جنيف للسيارات 2012. وتم طرحها للبيع في أوروبا في سبتمبر 2012. يتوفر الجيل الثالث كسيارة هاتشباك بثلاثة أبواب، وسبورت باك بخمسة أبواب، وصالون بأربعة أبواب لمنافسة مباشرة لمرسيدس بنز الفئة- CLA.
الميزات تشمل:
- مكابح الاصطدام المتعدد: وظيفة الكبح في حالات الطوارئ توقف السيارة بعد الاصطدام الأول، لمنع الاصطدامات الثانوية.[9]
- نظام تثبيت السرعة التكيفي.
- نظام تفادي إصطدام موجه بالرادار.
- نظام تحذير مغادرة المسار.
- شاشة النقطة العمياء (عبارة عن جهاز استشعار يكتشف المركبات الأخرى الموجودة على جانب السائق ومؤخرته).أودي إيه 3 الجيل الثالث 2014

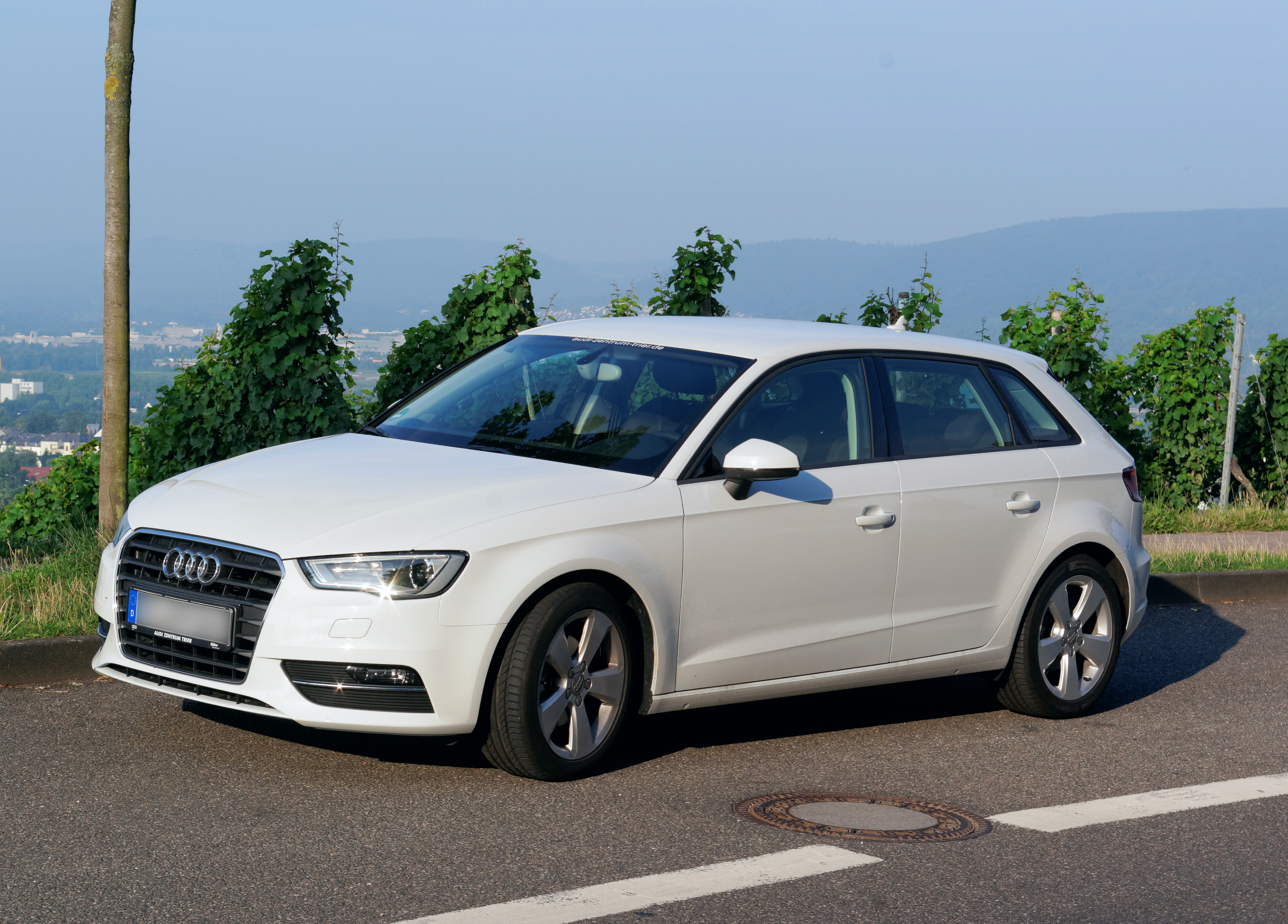
أودي إيه 3 الجيل الثالث 2014

## الجيل الرابع (النوع 8Y ؛ 2020)

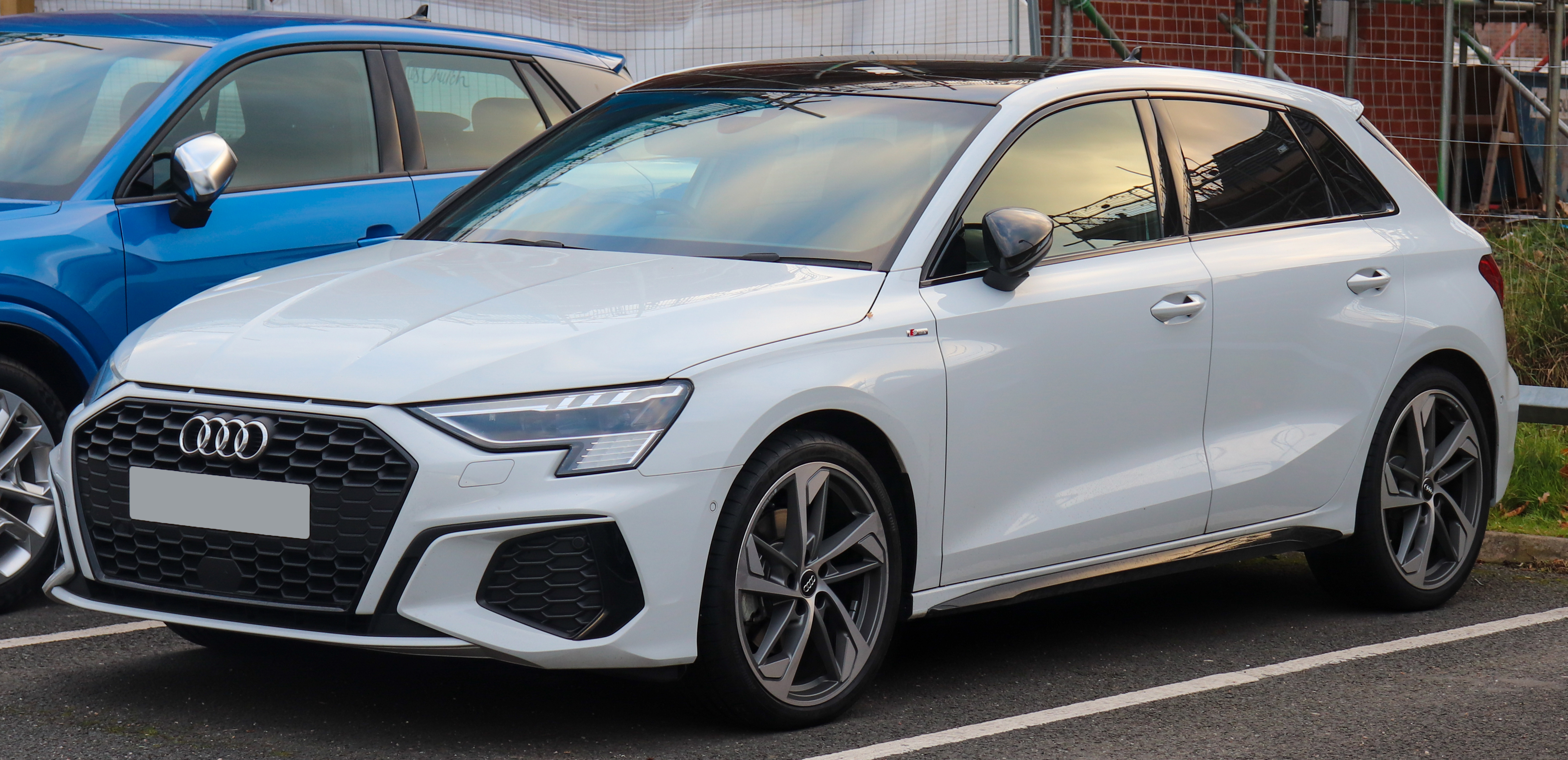
أودي إيه 3 أس الجيل الرابع 2020

تم الكشف عن أودي إيه 3 الجيل الرابع عبر الإنترنت في عام 2020. التصميم الداخلي والخارجي مستوحى بشكل كبير من لامبورغيني. وهي أطول وأعرض بمقدار 3 سم بالمقارنة مع الطراز السابق مع الحفاظ على طول قاعدة العجلات كما هو. توفر صندوق الأمتعة 380 لترًا مع ارتفاع المقاعد، و1200 لتر مع طي المقاعد للأسفل. تعمل بمحرك بنزين سعة 1.5 لتر بشاحن توربيني بقوة 150 حصان، أو 1.0 لتر 3 أسطوانات بقوة 110 حصان، أو 2.0 لتر TDI بقوة 116 حصان أو 150 حصان، أو RS3 بمحرك 2.5- لتر 5 سلندر بقوة 400 حصان. مع ناقل حركة يدوي بست سرعات، أوتوماتيكي مزدوج القابض بسبع سرعات. مع مجموعة أدوات رقمية مقاس 10.25 أو 12.3 بوصة ، وشاشة ثانوية بقياس 10.1 بوصة.